# Maslinasti pavijan
Maslinasti pavijan (Papio anubis), također poznat pod imenom anubis, pripadnik porodice majmuna Starog svijeta, ili uskonosih majmuna (Cercopithecidae). To je najraširenija od pet vrsta pavijana; naseljava 25 država Afrike, od Malija i Etiopije do Tanzanije i Mozambika na jugu. Izdvojene populacije se mogu naći na nekim planinskim područjima Sahare. Prirodna staništa obuhvaćaju savane, otvorene travnate površine, kao i šumska područja.

## Rasprostranjenost
Maslinasti pavijani naseljavaju pojas od 25 afričkih ekvatorijalnih država, s tim da se teritorij preklapa s teritorijem drugih vrsta pavijana. Na mnogim mjestima, rezultat se ispoljava u mješanim rasama između vrsta. Na primjer, u Etiopiji postoji popriličan broj križanaca između maslinastih i grivastih pavijana (hamadrija). Također je zabilježena mješanost između gvinejskih i žutih pavijana. Međutim, iako prijavljene, međurase nisu detaljno proučavane.
Širom svog životnog pojasa, maslinasti pavijani se mogu pronaći u različitim prirodnim staništima, uključujući savane i otvorene ravnice. Ravnice, posebno one blizu šumovitih krajeva, u velikom dijelu ispunjavaju njihovo stanište. Pavijani također obitavaju u džunglama i pustinjama. Prašume u Ugandi i Demokratskoj Republici Kongu nadmorske visine do 4 500 metara predstavljaju utočište nekim populacijama.

## Izgled
Ovi pavijani su dobili ime po svom maslinasto-zelenkastom krznu. Naziv „anubis" dolazi od imena staroegipatskog boga Anubisa koji je često predstavljen sa psećom glavom i njuškom, upravo kakvu sličnu imaju i maslinasti pavijani. Dlaka na licu pavijana je od tamno sive do crne boje. Obojenost je slična kod oba spola, s tim da mužjaci posjeduju grivu s dugačkim dlakama koja se pruža duž leđa. Izuzev grive, mužjaci su i krupniji od ženki - teže oko 24 kilograma i visoki su 70 centimetara, dok su ženke visine do 60 centimetara i težine od 14.7 kilograma. Dužina repa iznosi od 38 do 58 cm.
Kao i ostali pavijani, i maslinasti nemaju ravno lice, već dugačku, izduženu, pseću brnjicu. Upravo s takvom njuškom i četvoronožnim načinom hodanja, pavijani izgledom podsjećaju na povećeg psa. Rep je dugačak i stoji u uspravnom pravcu do prve četvrtine dužine, imajući izgled slomljenog repa. Kao i svi uskonosi majmuni, i maslinasti pavijani imaju kese na obrazima gdje skladište hranu. Poznati su po svojoj ogoljenoj zadnjici koja je izrazito tamnije boje.

## Prehrana
S obzirom na to da žive u različitim staništima, maslinasti, kao i uostalom svi pavijani su se prilagodili svežderskom načinu prehrane. Potražit će hranu na što širem području mogu, jedući zapravo sve što pronađu, uključujući razne vrste biljaka, beskralješnjaka i manje kralježnjake. Od biljaka jedu praktično sve njihove dijelove - lišće, travu, koru, sjemena, izdanke, cvijeće, korijenje, lišaje i pečurke. U sušim regijama, hrana uključuje i kukce, pauke i škorpione.
Poznato je da svi pavijani love omanji plijen, od glodavaca i zečeva do ostalih sisavaca i majmuna. Granica ovakvog plijena jesu manje vrste preživara, kao što je gazela. Lov na ove gazele čini 33% od ukupnog lova maslinastih pavijana. Love obično u grupama, gdje i mužjaci i ženke sudjeluju.

## Ponašanje i razmnožavanje
Maslinasti pavijani žive u čoporima od 15 do 150 jedinki kojima vlada matrijarhat. Čopor čini nekoliko mužjaka, veliki broj ženki, kao i njihova mladunčad. Kao i kod ostalih primata, poput gorila i čimpanza, postoji složena društvena hijerarhija. Svaki pavijan ima određen položaj u čoporu. Dominantnost ženki je nasljedna, tako da kćeri imaju skoro isti položaj kao svoje majke. Mužjaci, pak, moraju pridobiti svoj status. To ispoljavaju u okršajima s drugim mužjacima koje će pokušati pokoriti.
Bolji pristup parenju i pronalaženju hrane pripada onim majmunima s višim činom u čoporu, tako da su svađe i okršaji česti među mlađim mužjacima koji stalno žele pridobiti viši položaj. Pošto ženke ostaju u istom čoporu cijelog života, a mužjaci se konstantno sele, često se nađe novi mužjak koji će pokušati zauzeti svoje mjesto u novom čoporu. Obično se stariji mužjaci, kojima opadne društveni hijerarhijski status, preseljavaju u novi čopor.
Ženke su spolno zrele sa 7 do 8, a mužjaci sa 7 do 10 godina. Početak ovulacije je signal mužjacima da su spremne za parenje. Tijekom ove faze, ženkama koža oko zadnjice natekne i pocrveni jarkom crvenom bojom. Zbog toga se ženke teže kreću i bivaju podložnije raznim zarazama i bolestima. Dominantniji mužjaci imaju veće šanse za parenje iz prostog razloga što su jači i uspjevaju zadržati one mlađe podalje od ženki.